# Melanotaenia catherinae
Melanotaenia catherinae är en fiskart som först beskrevs av De Beaufort, 1910.  Melanotaenia catherinae ingår i släktet Melanotaenia och familjen Melanotaeniidae. IUCN kategoriserar arten globalt som livskraftig. Inga underarter finns listade i Catalogue of Life.